# جاده ئی۴۲۹ اروپا

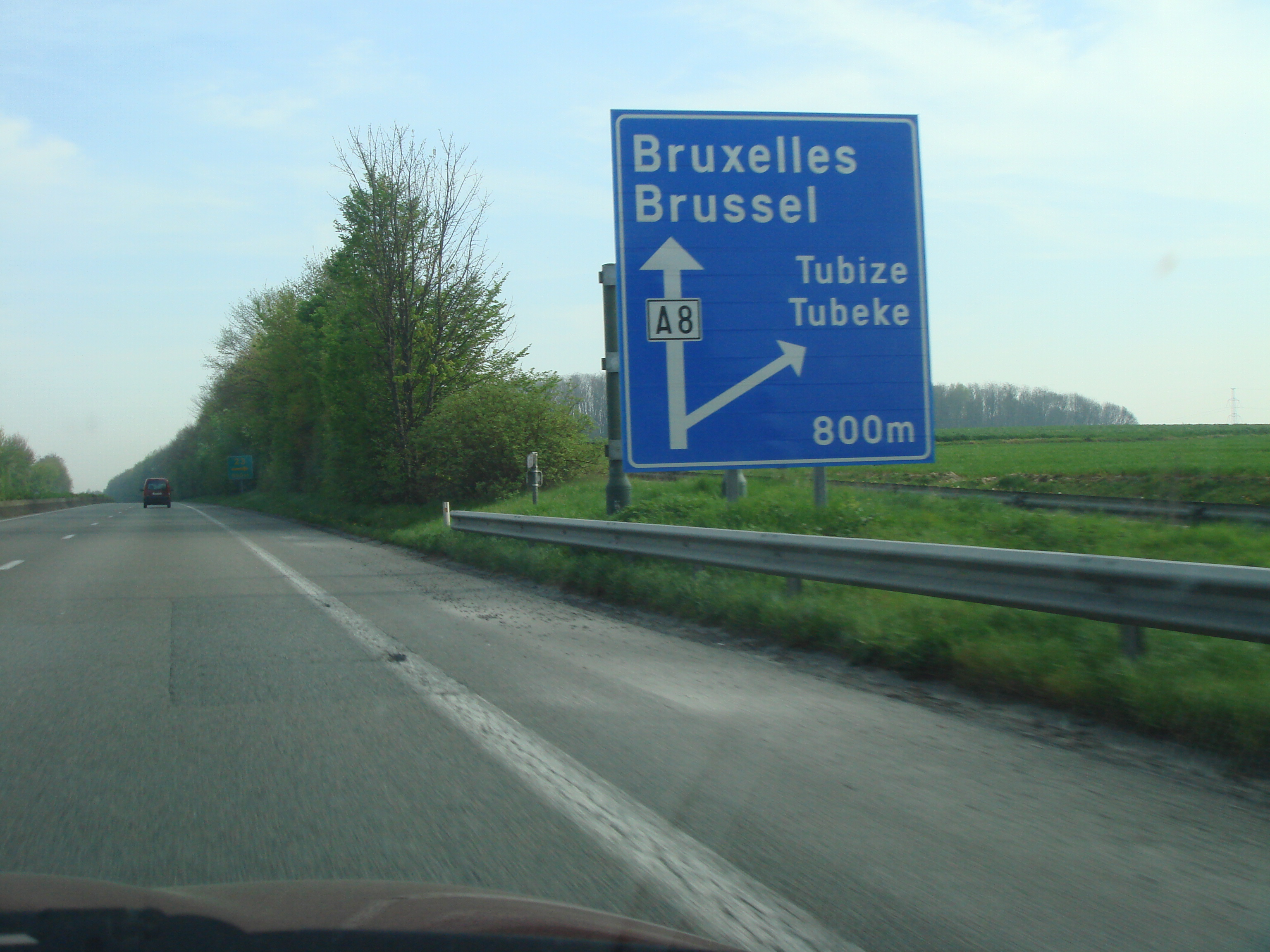

جاده ئی۴۲۹ اروپا (به انگلیسی: European route E429) یکی از جاده‌های درجه ۲ قاره اروپا است.
این جاده که در کشور بلژیک قرار دارد از شهر تورنه شروع شده و در شهر ال به پایان می‌رسد.